# Karel Bendl
Karel Bendl (Praga, 1833-1897) fou un compositor bohemi.
Estudià en el Conservatori de Praga. Fou director d'orquestra a Amsterdam, Brussel·les, Niça, etc., abans d'establir-se definitivament a Praga. El 1894 començà de professor en la seva ciutat natal. I va escriure obertures, fantasies, cors i algunes òperes, entre elles:
- Lejla (1868);
- Tabora (1892);
- Cernohorci (1895);
- Mutter Mula (1895).